# Мадонна с Младенцем (Лукас Кранах)
«Дева Мария с Младенцем» — картина, изображающая Деву Марию с младенцем Иисусом, написанная около 1520 года Лукасом Кранахом Старшим. Картина размером 58×46 см написана маслом по дереву; хранится в Государственном музее изобразительных искусств имени А. С. Пушкина в Москве.

## Описание изображения
Художник изобразил Деву Марию с Младенцем на фоне пейзажа. Правой рукой Мария держит маленького Иисуса, а левой — гроздь винограда, до которой Младенец дотягивается правой рукой. За фигурами художник поместил перголу, увитую виноградной лозой. Фигуры расположены не по центру картины, а смещены вправо — это говорит о том, что вероятно, когда-то изображение было крупнее и могло быть обрезано с правой стороны и снизу. Однако неизвестно, когда и почему это могло произойти. С левой стороны картины изображён пейзаж с горой и водой. На переднем плане слева небольшой ручей.
С 1825 года картина находилась в санкт-петербургском Эрмитаже, с 1930 года хранится в Государственном музее изобразительных искусств имени А. С. Пушкина в Москве.